# تشان مان فاي
تشان مان فاي (بالصينية: 陳文輝) (19 يونيو 1988 بهونغ كونغ في الصين - ) هو مدرب كرة قدم ولاعب كرة قدم صيني في مركز الهجوم. شارك مع منتخب هونغ كونغ تحت 23 سنة لكرة القدم ومنتخب هونغ كونغ لكرة القدم. أما مع النوادي، فقد لعب مع نادي جنوب الصين ونادي كيتشي وهونغ كونغ بيغاسوس ‏ وHong Kong 08 ‏ وWorkable FC ‏.

## روابط خارجية
- تشان مان فاي على موقع قاعدة بيانات كرة القدم.إي يو (الإنجليزية)
- تشان مان فاي على موقع ناشيونال فوتبول تيمز (الإنجليزية)
- تشان مان فاي على موقع Soccerway.com (الإنجليزية)